# Náquera (kommunhuvudort)
Náquera är en kommunhuvudort i Spanien.   Den ligger i provinsen Província de València och regionen Valencia, i den östra delen av landet, 290 km öster om huvudstaden Madrid. Náquera ligger 220 meter över havet och antalet invånare är 3 770.
Terrängen runt Náquera är kuperad åt nordost, men åt sydväst är den platt. Runt Náquera är det tätbefolkat, med 913 invånare per kvadratkilometer. Närmaste större samhälle är Sagunto, 13,3 km öster om Náquera. Trakten runt Náquera består till största delen av jordbruksmark.